# Острянський Микола Максимович
Острянський Микола Максимович (24 лютого 1867, Конотоп, Чернігівська губернія, Російська імперія — 24 листопада 1941, Париж, Франція) — генеральний хорунжий Армії Української Держави.

## Життєпис
Народився у місті Конотоп Чернігівської губернії. 
Закінчив Володимирський Київський кадетський корпус, Михайлівське артилерійське училище (у 1887 році), вийшов підпоручиком до Київської фортечної артилерії. Закінчив Миколаївську академію Генерального штабу за 1-м розрядом (у 1893 році). Служив на штабових посадах у Київському військовому окрузі. З 28 березня 1904 року — полковник, з 23 червня 1904 року — начальник штабу 5-ї піхотної дивізії (місто Житомир). З 14 серпня 1906 року — начальник штабу 35-ї піхотної дивізії. З 23 березня 1908 року — командир 137-го піхотного Ніжинського полку. З 14 квітня 1913 року — генерал-майор. З 14 листопада 1914 року — начальник штабу XV армійського корпусу. З 2 грудня 1916 року — начальник 136-ї піхотної дивізії. 4 травня 1917 року був звільнений у резерв.
На службі в українській армії з 15 квітня 1918 року. З червня 1918 року до 12 жовтня 1918 року — на посаді начальника 8-ї пішої дивізії Армії Української Держави. У подальшому — член Військово-ученого Комітету при Генеральному штабі Української Держави. Після приходу до влади Директорії залишив українську службу.
З 1920 року — білоемігрант. 
Помер у місті Париж, похований на цвинтарі Сент-Женевьєв-де-Буа.